# Dytiki Achaïa
Dytiki Achaïa (Grieks: Δυτική Αχαΐα) is sedert 2011 een fusiegemeente (dimos) in de Griekse bestuurlijke regio (periferia) West-Griekenland.
De vier deelgemeenten (dimotiki enotita) zijn:
- Dymi (Δύμη)
- Larissos (Λαρίσσος)
- Movri (Μόβρη)
- Olenia (Ωλενία)